# Tošihiro Hattori
Tošihiro Hattori (japonsko 服部 年宏), japonski nogometaš in trener, * 23. september 1973.
Za japonsko reprezentanco je odigral 44 uradnih tekem.